# Kerio
Kerio è un fiume africano della provincia di Rift Valley in Kenya.
Scorre verso nord nel lago Turkana. È uno dei maggiori fiumi del Kenya
È dei più lunghi fiumi del Kenya, originandosi vicino all'equatore.
Verso nord scorre attraverso la Kerio Valley tra le colline Tugen e la scarpata Elgeyo.
Il fiume delimita parzialmente la riserva dei Parchi nazionali del Lago Turkana.